# ند ستارك
إدارد «ند» ستارك (بالإنجليزية: Ned Stark)‏ هو شخصية خيالية في الكتاب الأول من سلسلة روايات الفنتازيا أغنية الجليد والنار للكاتب جورج ر. ر. مارتن ومن الموسِم الأوّل من المسلسل التلفزيوني صراع العروش. نِد ستارك هو حاكم وينترفل وهي قلعة قديمة في شمال مملكة ويستروس الخيالية. وعلى الرُغم من أنّه يُعتَبر من الشخصيّات الأساسيّة، إلّا أنّه يُقتَل في نهاية الرواية الأولى والموسم الأوّل.
أدّى الممثل شون بين دور شخصية ند ستارك في مُسلسل شبكة HBO صراع العروش، وأدّى شخصيّة نِد الصغير ونِد الشاب كُلّ من سيباستيان كروفت وروبرت أرامايو في الموسِم السادِس.
تعتبر شخصية نيد ستارك إحدى أكثر شخصيات صراع العروش أهمية رغم نهايتها المبكرة، نظرا لدور نيد ستارك في تغيير مسار الأحداث، حيث ولد نيد ستارك ابن ريكارد ستارك في قلعة وينترفيل وتربى رفقة أخويه الأكبر براندون ستارك والأصغر بنجن ستارك وأخته ليانا ستارك حيث تعلم الفروسية والمبارزة واستعمال السلاح قبل أن يقوم والده حاكم الشمال بإرسال إبنه ند إلى قلعة الوادي ليتربى عند جون آرين ويتعلم أصول الديبلوماسية والحكم وهناك التقى روبرت باراثيون ولي عهد آل براثيون وصار صديق طفولته.
عندما بلغا مرحلة الشباب قام روبرت بالتقدم لخطبة ليانا ستارك شقيقة صديقه القديم نيد، وتمت الموافقة وعقد تحالف بين آل ستارك وآل براثيون.
لكن حدثا هاما غير مجرى الأحداث حين قام الملك المجنون إيريس II تارغاريان بعزل وزيره الأول «يد الملك» تايون لانستر وتنصيب جون آرين بدلا منه، وقام بتنظيم بطولة مبارزة على شرف يد الملك الجديد، فاز الأمير ريجار تارغاريان بالبطولة، بعدما تعمد منافسه الخسارة وهو باريستون سيلمي قائد الحرس الملكي. ومن عادات ويستروس أن يقوم الفائز بتقديم باقة من الورد الأزرق إلى فتاة من الحاضرين كتتويج لها كملكة جمال، فقام ريجار تارغاريان بتقديم باقة الورد إلى ليانا ستارك في حضور أبيها وأخيها، بدلا من زوجته إليا مارتيل ليكون بذلك قد أهان كلا من آل ستارك، آل باراثيون، وآل مارتيل. وبعد نهاية البطولة لوحظ hختفاء كل من ريجار وليانا، فاتُهم ولي عهد آل تارغاريان باختطاف ابنة سيد آل ستارك حاكم الشمال وخطيبة سيد آل براثيون حكام الشرق.
قام الملك المجنون إيريس تارغاريان بالتغطية على إبنه وقتل كل من ريكارد ستارك وابنه براندون ستارك عندما طالبوا بإعادة ابنتهم، ثم أمر جون آرين أن يقوم بتسليمه روبرت براثيون ونيد ستارك، لكنه رفض وانضم إلى تمرد روبرت براثيون الذي قاده روبرت بمساعدة نيد ستارك، والذي انضم إليه فيما بعد اللورد هوستر تللي زعيم قلعة ريفررن ووالد كاتلين ستارك التي تزوجها نيد ستارك في ما بعد.
وقد ترشّح بين لنيل جائزة زحل في فئة أفضل ممثل على شاشة التلفزيون، وجائزة سكريم، وجائزة نقابة ممثلي الشاشة لهذا الدور.

## الشخصية

### الوصف
قُدِّم نيد ستارك بوصفه رب العائلة الفاضل والجليل لبيت ستارك وأبًا لستة أطفال. البوصلة الأخلاقية للقصة، وهو راضٍ عن بقائه بعيدًا عن المؤامرات القضائية ولا يتزعزع رأيه حول الولاء والشرف. يُشير اسم عائلته ستارك إلى مقاومته للتسوية الأخلاقية، لكن صبره يُختَبَر بتزايد طوال الرواية. يجد نيد نفسه لاعبًا رئيسيًا في مؤامرة سياسية متصاعدة في كنغز لاندنغ تجرّه إلى الفساد المنتشر في المحكمة نتيجة إحساسه بالشرف. يدرك أهمية التنازلات الأخلاقية والعملية لتحقيق نهاية عادلة في أثناء تطور الأحداث، ويضطر في النهاية للاختيار بين سلامة عائلته وفعل الصواب.
قال شون بين عن الشخصية إنه رجل جيد يحاول بذل قصارى جهده وسط هذا الفساد، إنه سمكة خارج الماء، اعتاد أن يكون في الشمال في وينترفيل حيث الناس مستقيمون ونافعون، ويأتي إلى حيث يمارس الناس الألاعيب ويطعنون الظهر. إنه رجل ذو مبادئ يحاول الحفاظ على الأمور معًا. لكنه في رحلته تودي به مبادؤه إلى الهلاك.

### تطورات ونظرة عامة
أشارت مجلة بابليشرز ويكلي عام 1996 إلى أنه -رغم تدخل نيد ستارك النزيه في سياسات المحكمة- لا يستطيع أي قدر من البطولة أو النوايا الحسنة إبقاء العالم تحت السيطرة. صُوِّر نيد بطلًا نبيلًا وأعِدَّ ليكون محور القصة. مُكرِّسًا نفسه لوجهة نظره في 15 فصلًا، أكثر من أي شخصية في الرواية، مُنح دور الشخصية الأساسية في السلسلة، والشخصية الرئيسية في صراع الملوك، دراما كنغز لاندنغ، تُسرَد بالكامل من وجهة نظره.
كتب جون لانكستر في لندن ريفيو أوف بوكس أن كل شيء عن نيد مصمم لكسب تعاطف الجمهور، بإحساسه القوي بالشرف وكونه البوصلة الاخلاقية وتعاطفه الكبير مع زوجته وأطفاله. يدفع إد القارئ إلى الاعتقاد بأن نيد سيكون الشخصية الرئيسية في المسلسل، لكنه في النهاية، من منظور أدبي، بطل الرواية الكلاسيكية. بعد النضال لإبقاء نفسه والمملكة على مسار أخلاقي طوال الرواية، فإن خياره الوحيد لإنقاذ عائلته هو التخلي عن شرفه.

وُصِف إعدام نيد بأنه صادم، لاحظت النيويورك تايمز عام 2011 أن الرواية تميزت بوجود شخصية رئيسية مثيرة للإعجاب، كثيرًا ما كان القراء يتعرفون عليها معظم الكتاب. علّق المؤلف جورج ر. ر. مارتن على هذا التوجيه الخادع:
كنت أعرف ذلك منذ البداية تقريبًا، ليس من اليوم الأول لكن قريبًا من ذلك جدًا. قلت في العديد من المقابلات إني أحب أن تكون روايتي غير متوقعة. أحب أن يوجد الكثير من التشويق. قتلت في الكتاب الأول وصدمت الكثير من الناس. قتلت نيد لأن الجميع يعتقد أنه البطل وهو بالتأكيد كذلك، سيقع في مشكلة، لكنه سيخرج منها بطريقة أو بأخرى بعد ذلك.
قال ديفيد بينوف المخرج التنفيذي ومنقح إتش بي أو: 
كنت في حالة صدمة. من خلال خبرتك في مشاهدة العديد من الأفلام وقراءة الكتب، تعلم أن بطلك سيُنقَذ. شخص ما لديه مخطط له، لأنهم لن يقطعوا رأسه حقًا، حتى اللحظة التي يقطعون فيها رأسه. صُدِمت، ثم أُعجبت بقسوة جورج. من الصعب بناء شخصية وجعله شخص لا يُنسى ومثير للإعجاب مثل نيد ثم تتخلص منه. لكنه يؤدي في نفس الوقت إلى قصة أكثر تشويقًا، لأنه ليس لديك أدنى فكرة عما سيحدث أو من سيبقى.
كتب جيمس بونيفوزك في مجلة تايم في مراجعة للحلقة بايلور: إن إعدام إدارد ستارك قاسٍ للقصة وأفكارها وكل ما يتبعها، لكنه أيضًا رسالة وصفية للقارئ: لا تأخذ أي شيء أمرًا مسلمًا به هنا. ذكر جيمس هيبرد أن خداع الجمهور في التفكير بأن نيد هو البطل ثم قتله يجعل قصة المسلسل أفضل. التحول الكبير هنا ليس وفاة نيد ستارك، بل من هم الأبطال الحقيقيون في صراع الملوك؟ وأشار هيبرد إلى أن تركيز المسلسل يثبت أنه الجيل الجديد من القادة، لا سيما أبناء ستارك، وداينريس وحتى تيريون. وفي هذا الصدد أشار:
لا يموت نيد ستارك عبثًا. يتطلب الأمر أبناء ستارك -الذين هم أصغر مِن أن يواجهوا هذه المسؤوليات- ويدفعهم إلى الصراع إذ تضطر شخصياتهم للنضج سريعًا. يخرج مارتن بالكثير من الأفكار في كتاباته، لكن هذه الخطوة هي من أغراض رحلة الأبطال التقليدية، إن كان على الأطفال أن يكونوا أبطال هذه القصة، فقط بالتضحية بشخصية الأب.

## وقائع القصة

### الخلفية

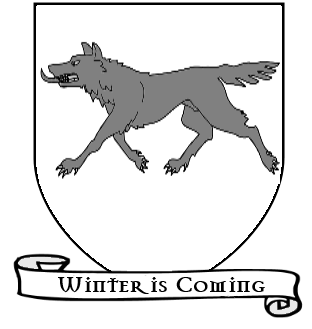
شعار نبالة آل ستارك

حسب بناء الشخصية في صراع الملوك، إدارد (نيد) ستارك هو الابن الثاني لريتشارد بارك، لورد وينترفيل. تشجع الشاب نيد الهادئ والخجول في فالي بواسطة جون أرين، قبل سنوات من أحداث الرواية. يصبح نيد وروبرت باراثيون (وريث ستورملاندز وحي آخر في أرين) خلال هذه الفترة صديقان مقربان. يخطب روبرت ليانا شقيقة نيد، لكن قبل أن يتمكن من الزواج منها، يهرب ولي العهد ريغار تارجارين مع ليانا. يذهب والد نيد وأخيه الأكبر براندون إلى الملك أريس تارجارين الثاني ويطالبان بإطلاق سراح ليانا، يعدم الملك المجنون ريكارد وبراندون، لاعتقاده أن آل ستارك يسعون للاستحواذ على عرشه. ثم يحتج نيد وروبرت وأرين، ليحصلوا على دعم هاوس تولي لزواج نيد من كاتلين تولي. يترك نيد الحرب في صباح اليوم التالي.
يتمكن روبرت من قتل رايجر ويشتت جيش تارجارين في معركة تريدنت الحاسمة. أصيب روبرت في المعركة، لذا تولى نيد القيادة والمسيرات في العاصمة. اكتشف نيد في كينغز لاندنغ أن هاوس لانستر نهبوا المدينة بالفعل من طريق الغدر، وقتلوا أريس والعائلة الملكية. يغادر نيد مشمئزًا من مذبحة مخلة بالشرف لدفع الحصار عن قلعة باراثيون ستورمز إند، ويسعى لاحقًا لإنقاذ ليانا لكنه يجد شقيقته تحتضر، كانت كلماتها الاخيرة: عدني نيد. يعود نيد إلى وينترفيل مع ابنه غير الشرعي جون سنو. أنجبت كاتلين في هذه الأثناء ابنها ووريث نيد، يتخيّل روب ليلة زفافهم. وأعلن بالون غريغوري استقلاله عن العرش الحديدي.
بعد ست سنوات من نهاية ثورة روبرت، يساعد نيد الملك روبرت على إخماد ثورة غريغوري. يستسلم بالون، وأُعيد ثيون وريثه الوحيد إلى وينترفيل معتقلًا ورهينةً لدى ستارك. يحكم نيد الشمال مدة تسع سنوات قبل أحداث الرواية.

### لعبة العروش
مع بدء رواية لعبة العروش، أخبرت كاتلين نيد أن معلمه جون أرين توفي، ويريد الملك روبرت تقديم منصب جون القديم لنيد مُساعدًا للملك، مع ضمان بقاء نيد بعيدًا عن مؤامرات المحكمة. يتردد نيد في قبول العرض حتى يتلقى رسالة من أرملة أرين، التي تعتقد أن زوجها مات مسمومًا على يد آل لانستر. تأتي كاتلين لاحقًا إلى العاصمة سرًا، في حماية صديق طفولتها بيتر "ليتل فينغر" بيليش، لإخبار نيد بمحاولة اغتيال ابنهما الصغير بران. يزداد ارتياب نيد لاشمئزازه من المؤامرات السياسية في المحكمة، استقال نيد أخيرًا من منصبه عندما أصر روبرت على أن يكون أريس الطفل الناجي الوحيد. يتعرض الشاب دنيرس تارجارين للاغتيال في المنفى. وفي الوقت نفسه، تُأسَر كاتلين رهينةً في إيري، وبالمقابل يهاجم جايمي لانستر ويصيب نيد بجروح خطيرة، قبل أن يتمكن هو وابنته من مغادرة كنغز لاندنغ. يزور روبرت نيد الجريح ويعيد تعيينه مُساعدًا.
يتوصل نيد في النهاية إلى أن جميع ورثة روبرت من زوجته سيرسي غير شرعيين، نتيجة النكاح المحرم مع شقيقها جايمي. إضافةً إلى ذلك، يشتبه أن أرين تخفي الحقيقة. يواجه نيد سيرسي باكتشافه الحقيقة ويعطيها الفرصة للهرب مع أطفالها إلى المنفى. أُصيب روبرت بجروح مميتة في أثناء الصيد قبل أن يتمكن نيد من إخبار الملك، وأُطلق على نيد لقب حامي المملكة، ليتولى الوصية حتى يبلغ ابنه جوفري سن الرشد. يغير نيد إرادة روبرت، ويستبدل اسم جوفري بوريثه الشرعي ليجعل الخلافة غامضة. رفض نيد العديد من العروض لزيادة قوته الخاصة، كون القصر في حالة فوضى، وبدلًا من ذلك اختار أن يتوج شقيق روبرت ستانس براثيون ملكًا. لكن سيرسي تفوق نيد دهاءً، فجعل ليتل فينغر المخادع المدينة تشهد اعتقال نيد بدلًا من سيرسي. مع ذبح جميع حاشيته، نجا الرهينة سانسا وأريا وهربا بمفردهما، اتُهِم نيد بالخيانة. أبرم صفقة يُنقَذ فيها نيد ويرسل إلى المنفى بشرط إعلان جوفري الملك الشرعي. يعترف نيد علنًا بالخيانة خوفًا على بناته، إذ أعدم جوفري السادي نيد على أي حال من أجل تسليته الخاصة.

### روايات لاحقة
يضع اعتقال نيد قوات ستارك ولانستر ضد بعضها، ويسبب إعدامه حربًا أهلية تُسمى لاحقًا بحرب الملوك الخمسة. يعيد تيريون لانستر في نهاية المطاف عظام نيد إلى كاتلين، لكنه لا يعرف هل وصلت إلى وينترفيل أم لا. وهذا مذكور في ذكريات الماضي مع روبرت باراثيون في صراع الملوك.